# Hiob I (prawosławny patriarcha Antiochii)
Hiob I – chalcedoński patriarcha Antiochii w latach 810–826.